# Гінкго дволопатеве (Львів, вул. Пекарська, 50)
Гі́нкго дволопа́теве — ботанічна пам'ятка природи місцевого значення в Україні. Зростає в межах міста Львова, на вул. Пекарській, 50 (біля навчального корпусу № 3, колишнього палацу Туркулів-Комелло). 
Статус надано 20 березня 2018 року з метою збереження одного дерева реліктового виду — ґінко дволопатеве, занесеного до Червоної книги України. 